# Art efímer

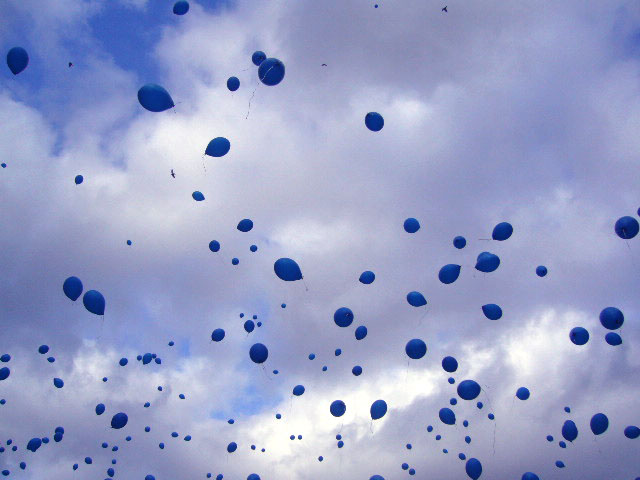
Alliberament de 1001 globus blaus, «escultura aerostàtica» d'Yves Klein (reconstrucció realitzada el 2007 a la plaça Georges-Pompidou de París en celebració del cinquantenari de l'esdeveniment realitzat per Klein el 1957)

Es denomina art efímer tota aquella expressió artística concebuda com a fugaç en el temps, és a dir, impermanent com a objecte artístic material i conservable. Pel seu caràcter perible i transitori, l'art efímer no deixa una obra perdurable. En aquests tipus d'expressions artístiques és decisiu el criteri del gust social –responsable de marcar tendències–, per la qual cosa és imprescindible tant la labor dels mitjans de comunicació com la de la crítica d'art.
Independentment que qualsevol expressió artística pugui o no ser perdurable en el temps i que moltes obres concebudes sota criteris de durabilitat puguin desaparèixer en un breu lapse de temps a causa de qualsevol circumstància indeterminada, l'art efímer té a la seva gènesi un component de transitorietat, d'objecte o d'expressió fugaç en el temps. És un art passatger, momentani, concebut per a la seva consumpció instantània. Partint d'aquest pressupòsit, es denominen arts efímers els que la seva naturalesa és la de no perdurar en el temps o bé aquells que canvien i fluctuen constantment. També entren dintre del concepte d'art efímer les arts escèniques; les diverses modalitats englobades en l'anomenat art d'acció, com ara l'event artístic i el moviment fluxus, l'acció artística, l'art ambiental i la instal·lació; el denominat art conceptual, que comprèn l'art corporal i l'art natura; i, finalment, d'altres expressions de la cultura popular com el grafit. Finalment, dins de l'arquitectura també hi ha una tipologia de construccions que s'acostumen a denominar arquitectura efímera, ja que són concebudes com a edificacions transitòries que compleixen una funció restringida dins un termini de temps.

## Fonaments de l'art efímer

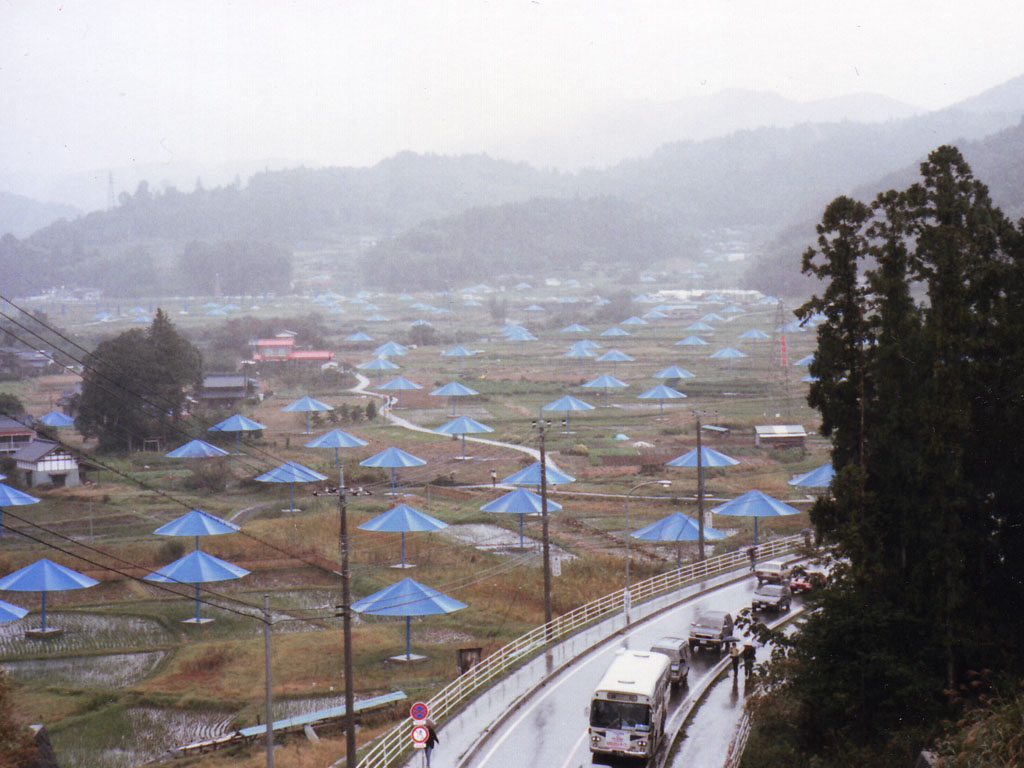
The Umbrella Project (1991), instal·lació artística de Christo, Ibaraki (Japó).

El caràcter efímer de certes expressions artístiques és davant de tot un concepte subjectiu supeditat a la mateixa definició de l'art, terme controvertit i obert a múltiples significats, que han anat oscil·lant i evolucionant amb el temps i l'espai geogràfic, ja que no a totes les èpoques i a tots els llocs s'ha entès el mateix amb el vocable «art». L'art és un component de la cultura, reflectint en la seva concepció els substrats econòmics i socials, i la transmissió d'idees i valors, inherents a qualsevol cultura humana al llarg de l'espai i el temps. Tanmateix, la definició mateixa d'art és oberta, subjectiva, discutible; no existeix un acord unànime entre historiadors, filòsofs o artistes. A l'antiguitat clàssica grecoromana, un dels principals bressols de la civilització occidental i primera cultura que va reflexionar sobre l'art, es considerava l'art com una habilitat de l'ésser humà en qualsevol terreny productiu, estant pràcticament un sinònim de «destresa». Al segle ii Galè va dividir l'art en arts liberals i arts vulgars, depenent si tenien un origen intel·lectual o manual. Entre les liberals es trobaven: la gramàtica, la retòrica i la dialèctica —que formaven el trivium—, i l'aritmètica, la geometria, l'astronomia i la música —que formaven el quadrivium—; les vulgars incloïen l'arquitectura, l'escultura i la pintura, però també d'altres activitats que avui es consideren artesania.

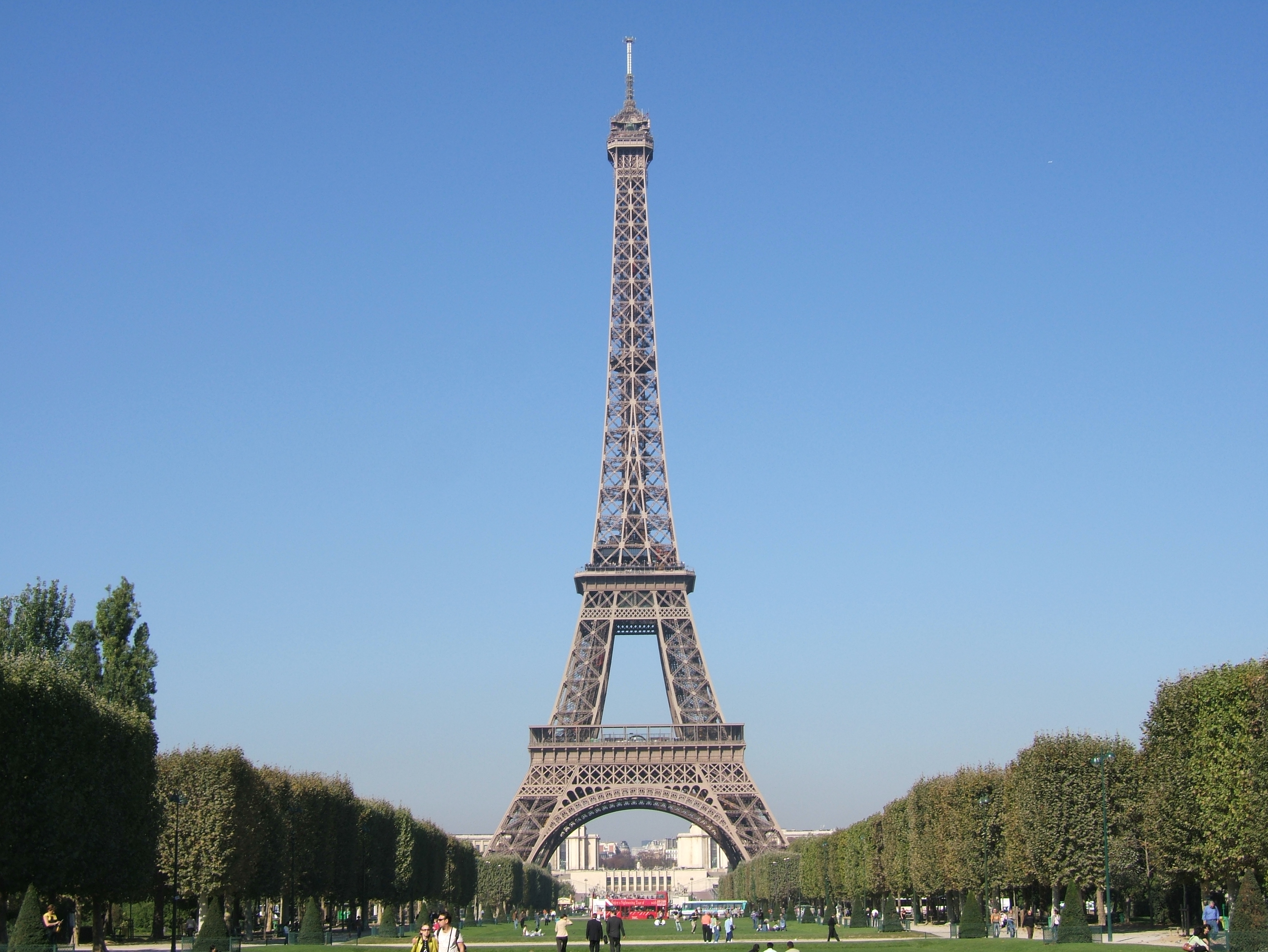
La Torre Eiffel, obra d'Alexandre Gustave Eiffel per l'Exposició Universal de París (1889). Encara que es va construir amb el propòsit d'ésser perible, a causa del seu èxit es va decidir conservar-la, arribant a convertir-se en un símbol de la capital francesa.

Durant el Renaixement el concepte modern d'art, va adquirir el nom de arti del disegno (arts del disseny), atès que comprenien que aquesta activitat —dissenyar— era la principal en la gènesi de les obres d'art. Més endavant es van considerar activitats artístiques expressions com ara la música, la poesia i la dansa, i el 1746 Charles Batteux va establir en Les belles arts reduïdes a un únic principi, la concepció actual de belles arts, terme que ha arribat fins als nostres dies.
Avui en dia la definició de l'art és un concepte obert i interpretable, on caben moltes fórmules i concepcions, encara que s'acostuma a acceptar un mínim denominador comú basat en qualitats estètiques i expressives, així com un component de creativitat. A la classificació tradicional alguns crítics i historiadors n'hi han afegit d'altres, com la fotografia, la cinematografia, el còmic, el teatre, la televisió, el disseny de moda, la publicitat, l'animació, els videojocs…
Una obra d'art respon a criteris socials i culturals, d'espai i temps, fora dels quals, encara que perduri com a objecte físic, perd la seva significació conceptual, el motiu pel qual va ser creada. El caràcter col·leccionable d'alguns objectes, front a d'altres de consumpció més ràpida, va suposar una primera barrera entre la classificació de certes expressions com a art i no d'altres, denominades freqüentment de forma pejorativa com ara «moda», «adorn», «entreteniment» i termes similars. Els museus i acadèmies d'art, encarregats de la conservació i difusió de l'art, es van encarregar igualment de patrocinar unes expressions artístiques enfront d'altres, i així com quadres i escultures van entrar sense problema en aquestes institucions, d'altres objectes o creacions de divers signe van ser relegats a l'oblit després d'haver complert la seva funció momentània, o a tot estirar van quedar en el record mitjançant testimonis escrits o documents que donessin fe de la seva existència.

### Valoració
Des d'antany s'ha especulat amb la plàstica de les expressions efímeres, de si el caràcter efímer de l'art i la bellesa pot devaluar aquests conceptes. La desvaloració de l'efímer arrenca amb Plató, per al que les coses belles no eren perdurables, ja que l'únic etern és la «idea de la bellesa». D'igual manera, el cristianisme —del que va emanar tota l'estètica medieval—rebutjava la bellesa física com passatgera, ja que l'única bellesa immutable era la de Déu. Al segle xix va començar un canvi d'actitud respecte a la bellesa efímera, que va començar a ésser valorada per les seves qualitats intrínseques. Els romàntics valoraven «el que mai no es veurà dues vegades», i Goethe va arribar a afirmar que solament l'efímer és bellesa: «Per què jo sóc efímera, oh Zeus? diu la Bellesa / Jo no faig bellesa, diu Zeus, més que l'efímera» (Les Estacions).
Al segle XX moviments com el futurisme van exaltar el caràcter efímer de l'art, arribant a escriure Marinetti que «res no em sembla més baix i mesquí que pensar en la immortalitat en crear una obra d'art» (El Futurisme, 1911). També l'arquitecte visionari Antonio Sant'Elia va preconitzar construir cases que «duressin menys que els arquitectes» (Manifest de l'arquitectura futurista, 1914). En aquesta nova sensibilitat les obres d'art adquireixen vida, evolucionen i es dilueixen amb el temps, intervenen els elements de la natura, l'artista només crea les condicions perquè l'obra segueixi el seu propi destí.

### Concepte

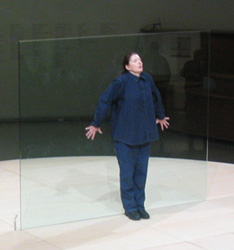
Marina Abramović realitzant una de les seves performances, en la que ella pròpiament s'exposa a la reacció dels espectadors.

El concepte de realitat va ser qüestionat per les noves teories científiques: la subjectivitat del temps (Bergson), la relativitat d'Einstein, la mecànica quàntica o la teoria del psicoanàlisi de Freud. D'altra banda, les noves tecnologies van fer que l'art canviés de funció, ja que la fotografia i el cinema ja s'encarregaven de plasmar la realitat. Tots aquests factors van produir la gènesi de les noves tendències de l'art contemporani: l'art abstracte, l'art d'acció i conceptual, l'art efímer, on l'artista ja no intenta reflectir la realitat, sinó el seu món interior, expressar els seus sentiments. L'art contemporani està íntimament lligat a la societat, a l'evolució dels conceptes socials, com el mecanicisme i la desvaloració del temps i la bellesa. És un art que destaca per la seva instantaneïtat, necessita poc temps de percepció. L'art actual té oscil·lacions contínues del gust, canvia simultàniament: així com l'art clàssic se sustentava sobre una metafísica d'idees immutables, l'actual, de soca-rel kantiana, hi troba gust en la consciència social de plaer (cultura de masses). En una societat més materialista, més consumista, l'art es dirigeix als sentits, no a l'intel·lecte. Així va cobrar especial rellevància el concepte de moda, una combinació entre la rapidesa de les comunicacions i l'aspecte consumista de la civilització actual. Les últimes tendències artístiques han perdut també l'interès per l'objecte artístic: l'art tradicional era un art d'objecte, l'actual de concepte. Hi ha una revaloració de l'art actiu, de l'acció, de la manifestació espontània, efímera, de l'art no comercial.

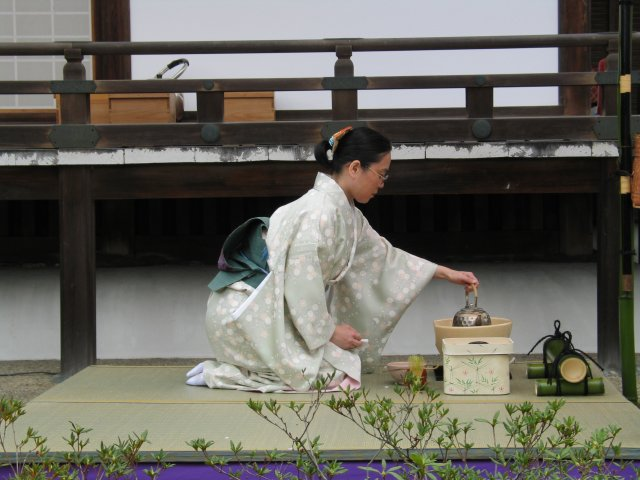
Dona amb quimono realitza la cerimònia del te sobre un tatami.

La percepció de l'efímer no se'n produeix igual a l'art occidental que en altres àmbits i d'altres cultures, de la mateixa manera que no a totes les civilitzacions existeix un mateix concepte sobre l'art. Un dels països on més es valora el caràcter fugaç i momentani de la vida i les seves representacions culturals és Japó. L'art, té en la cultura japonesa un gran sentit introspectiu i d'interrelació entre l'ésser humà i la natura, aquest es fa palesa al valor atorgat al caràcter efímer de les coses i al sentit emocional que s'estableix amb el seu entorn. Així a la cerimònia del te els japonesos valoren la calma i la tranquil·litat d'aquest estat de contemplació que aconsegueixen amb un senzill ritual. Per als japonesos, la pau i l'harmonia estan associades a la calidesa i la comoditat, qualitats alhora que són reflex del seu concepte de la bellesa. Fins i tot a l'hora de menjar, no importa la quantitat d'aliments o la seva presentació, sinó la percepció sensorial i el sentit estètic que atorguen a qualsevol acte.

## Arquitectura efímera

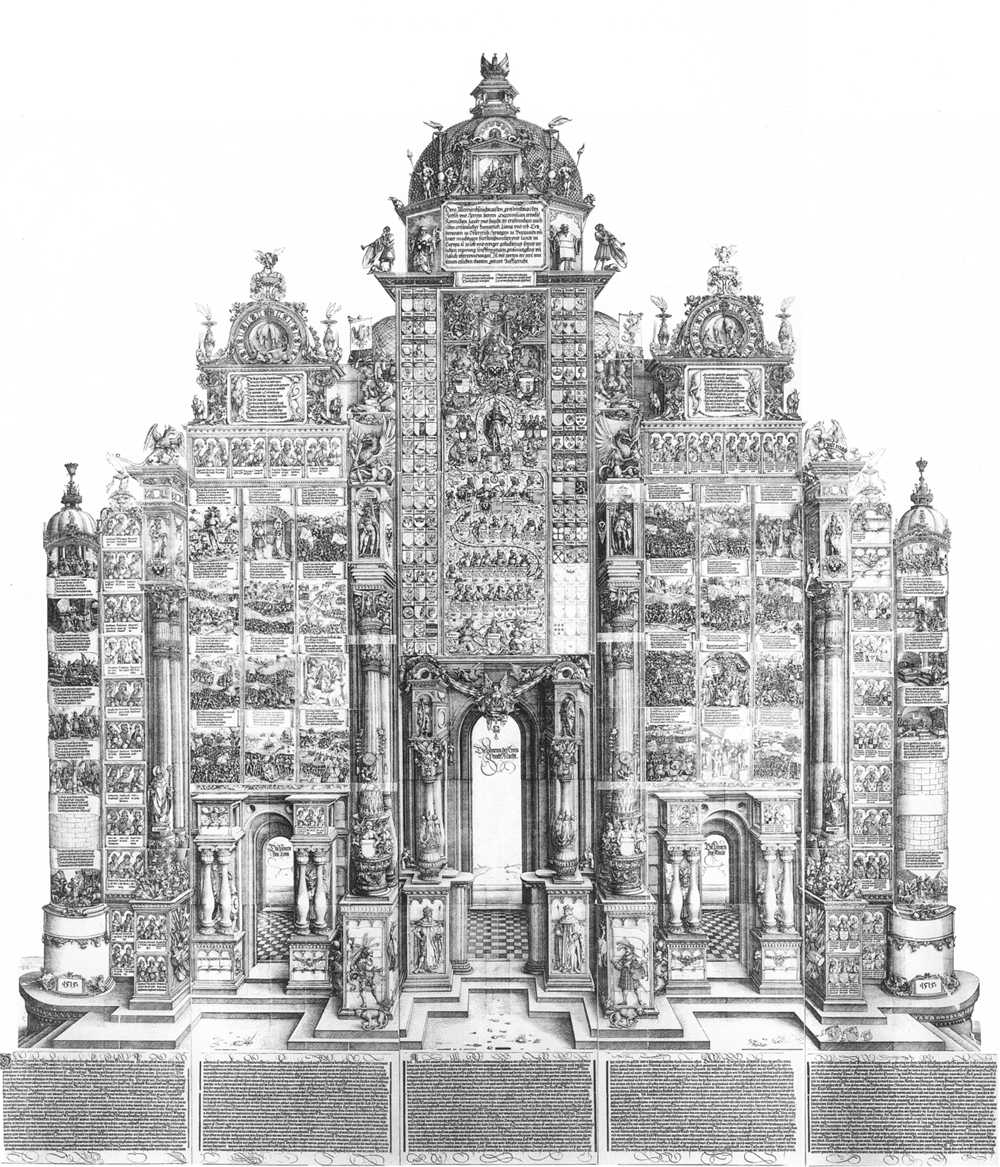
Arc de triomf per a Maximilià I, xilografia feta per Dürer.

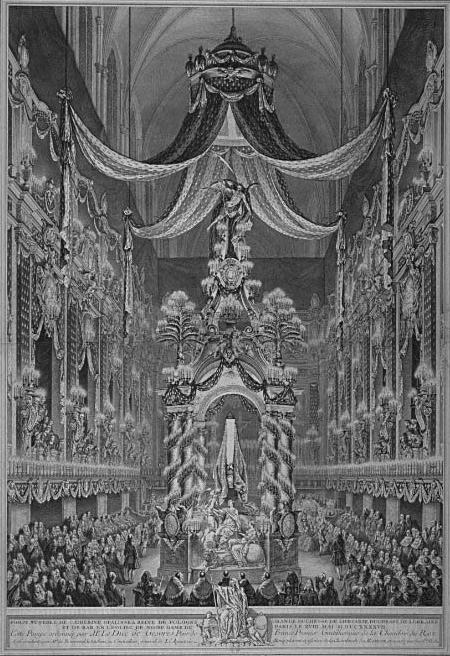
Lluís XV va ordenar el muntatge d'una gran cerimònia funerària a la mort de la seva sogra Caterina Opalińska en el seu honor a la Catedral de Notre Dame a París.

Les construccions d'arquitectura efímera es van donar especialment en cerimònies públiques i celebracions de victòries militars, com durant la celebració del triomf romà, o en fasts relacionats amb reis i emperadors. Així, existeix un valuós testimoni d'un pavelló aixecat per Ptolemeu II Filadelf per celebrar un banquet, relatat per Ateneu de Naucratis:
| «                                   | «...quatre de les columnes tenien forma de palmeres, mentre que les que eren al centre semblaven tirsos. Per fora de les columnes, en tres costats, hi havia un pòrtic amb un peristil i sostre voltat, on podia col·locar-se el seguici dels convidats. Per dintre, el pavelló estava envoltat amb cortines purpúries, llevat dels espais entre les columnes, adornats amb pells d'extraordinària varietat i bellesa» | » |
| — Deipnosophistae., V, pp.196 i ss. | |   |

L'esplendor de l'arquitectura efímera es va produir a l'edat moderna, al Renaixement i especialment al Barroc, èpoques de consolidació de les monarquies absolutes, quan els monarques europeus cercaven elevar la seva figura sobre la dels seus súbdits, recorrent a tot tipus d'actes propagandístics del seu poder, en cerimònies polítiques i religioses o celebracions de caràcter lúdic, que posaven de manifest la magnificència del seu govern. Un dels recursos més freqüents van ser els arcs de triomf, erigits per a qualsevol acte, com ara, celebracions militars, noces reials o visites del monarca a diverses ciutats: existeixen diversos testimonis sobre això, com l'arc de triomf a la Porte Saint-Denis per a l'entrada d'Enric II a París el 1549, l'arc al Nôtre-Dame per a l'entrada de Carles IX a París el 1571, l'arc de triomf de Maximilià I dissenyat per Dürer el 1513 —encara que mai fou construït—, l'arc de triomf per a l'entrada de Carles V a Bruges el 1515 o l'arc per a l'entrada del príncep Felip (futur Felip II d'Espanya) a Gant el 1549.
Durant el Barroc, el caràcter ornamental, artificiós i recarregat de l'art d'aquest temps traslluïa un sentit vital transitori, relacionat amb el memento mori, el valor efímer de les riqueses enfront de la impossibilitat d'evitar la mort, en paral·lel al gènere pictòric de les vanitas. Aquest sentiment va fer valorar la fugacitat de l'instant i gaudir al màxim amb qualsevol esdeveniment, els naixements, noces, defuncions, actes religiosos, o els coronaments reials i tots els altres actes lúdics o cerimonials, es revestien d'una pompa i una artificiositat de caràcter escenogràfic, on s'elaboraven grans muntatges que unien arquitectura i decorats.

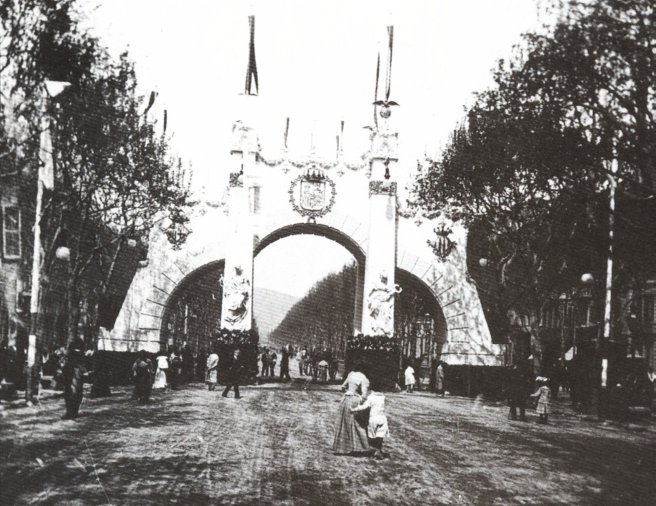
Arc de triomf en honor d'Alfons XIII, amb motiu de la visita del rei a Barcelona, el 6 d'abril de 1904, obra d'Enric Sagnier i Villavecchia.

Les festes barroques suposaven una conjugació de totes les arts, des de l'arquitectura i les arts plàstiques fins a la poesia, la música, la dansa, el teatre, la pirotècnia, arranjaments florals, jocs d'aigua, etc. Arquitectes com Bernini o Pietro da Cortona a Itàlia, o Alonso Cano i Sebastián Herrera Barnuevo a Espanya, van aportar el seu talent a aquests esdeveniments, dissenyant estructures, coreografies, il·luminacions i tots els altres elements, que sovint els servien com a camp de proves per a futures realitzacions més serioses: així, el baldaquí per a la canonització de santa Elisabet de Portugal va servir a Bernini per al seu futur disseny del baldaquí de Sant Pere del Vaticà. Carlo Rainaldi que va dissenyar l'escenografia del Quarant'ore (Oració de quaranta hores) per a l'església del Gesù que va servir de maqueta per a l'església de Santa Maria in Campitelli. Aquest mateix autor va realitzar el 1665, el cadafal commemoratiu de Felip IV d'Espanya.

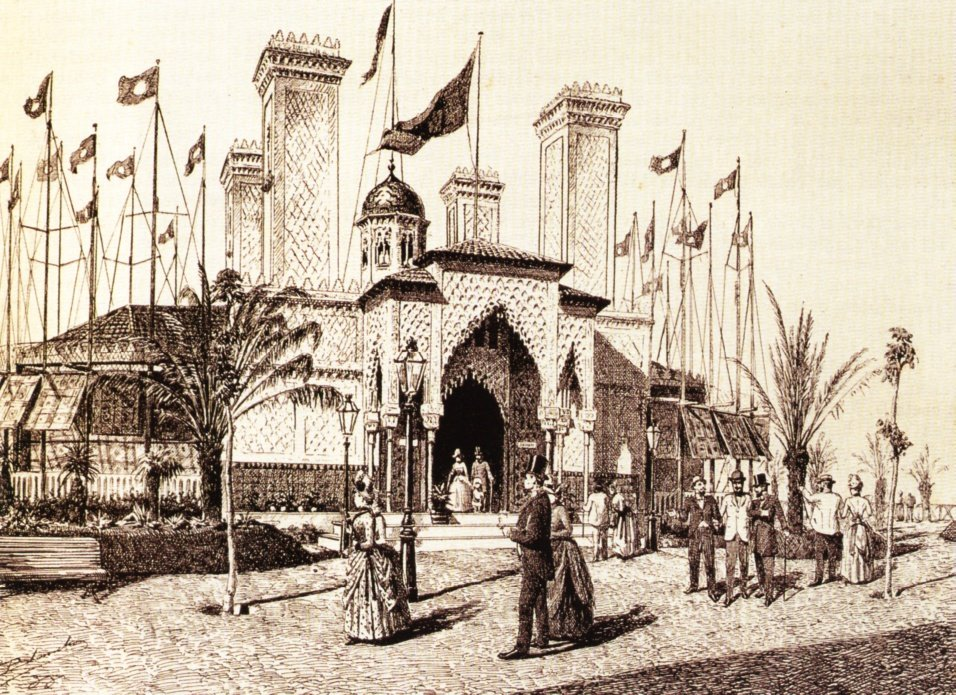
Pavelló de la Compañía Trasatlántica, obra de Antoni Gaudí per l'Exposició Universal de Barcelona (1888).

A l'edat contemporània és de destacar les exposicions universals, fires de mostres realitzades a ciutats de tot el món, que mostraven els progressos científics, tecnològics i culturals a la població, i que es convertien en autèntics espectacles de masses i en grans aparadors publicitaris per a empreses o països que promocionaven els seus productes. Aquestes exposicions es realitzaven en recintes on cada país o empresa edificava un pavelló per promocionar-se, que eren edificis o estructures concebuts de forma efímera per durar tan sols el temps que durés l'exposició. Tanmateix, algunes d'aquestes construccions, en principi efímeres, van ser conservades a causa del seu èxit o a l'originalitat del seu disseny, convertint-se en un banc de proves i de promoció de l'obra de nombrosos arquitectes. En aquestes exposicions es van realitzar els primers experiments sobre noves tipologies i materials característics de l'arquitectura moderna, com ara la construcció amb formigó, ferro i vidre, o l'important desenvolupament de l'interiorisme propiciat especialment pel modernisme. La primera exposició universal va tenir lloc a Londres el 1851, sent famosa pel Crystal Palace dissenyat per Joseph Paxton, un gran palau de vidre amb estructura de ferro, que malgrat conservar-se va ser destruït per un incendi el 1937. Des d'aleshores i fins ara s'han succeït nombroses exposicions, moltes de les quals han revelat grans realitzacions arquitectòniques, com la de París de 1889, quan es va construir la Torre Eiffel; la de Barcelona el 1929, que va deixar el Pavelló d'Alemanya de Ludwig Mies van der Rohe; la de Brussel·les de 1958, que va oferir l'Atomium, d'André Waterkeyn; la de Seattle de 1962, famosa pel Space Needle; la de Mont-ral de 1967, amb el Pavelló dels Estats Units en forma de cúpula geodèsica, obra de Buckminster Fuller; la de Sevilla de 1992, que va llegar un parc temàtic Illa Màgica i diversos edificis d'oficines i desenvolupament tecnològic o la de Lisboa de 1998 que va deixar l'Oceanário.

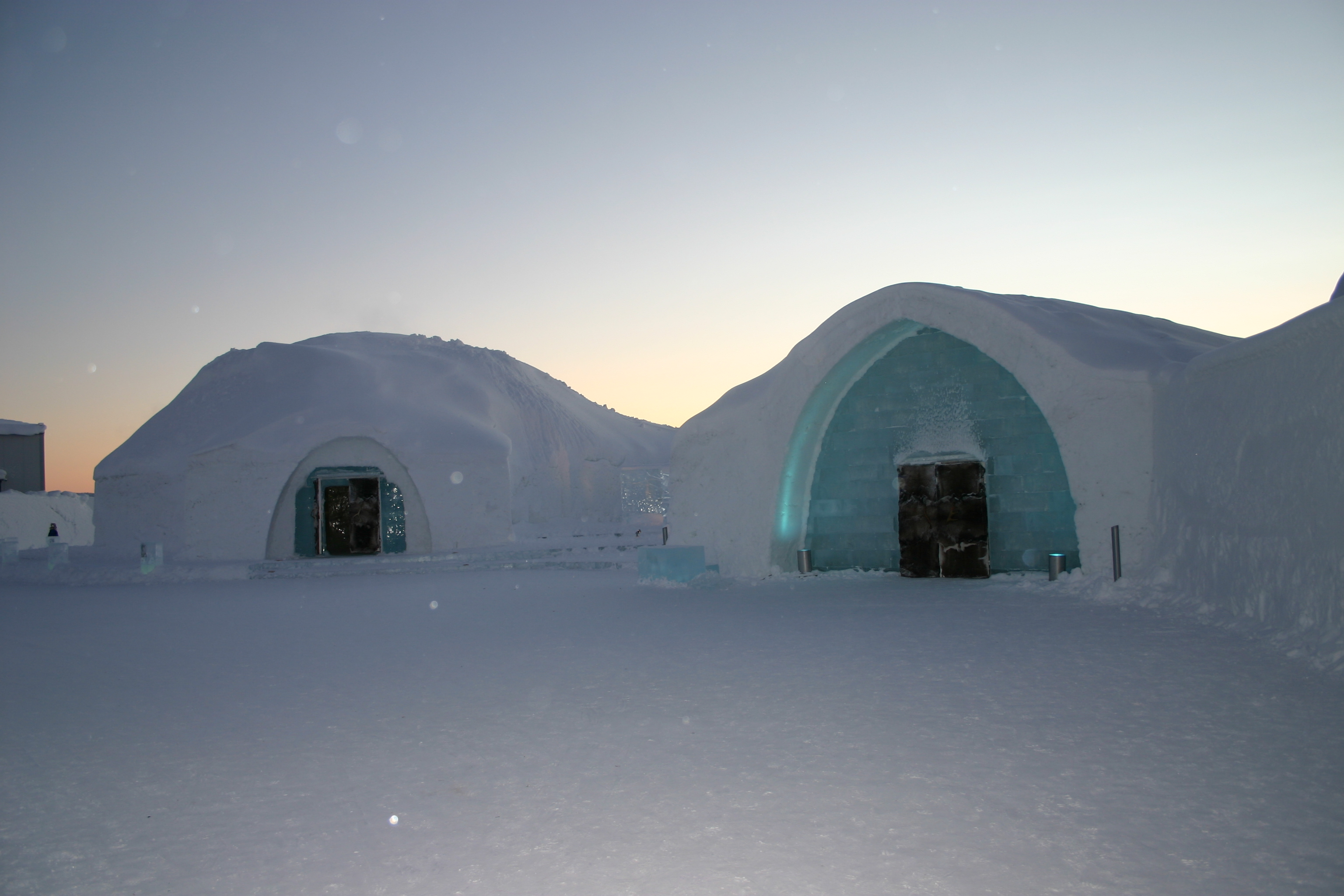
Hotel de gel cercà a Jukkasjärvi (Suècia)

Des de mitjan segle xx de l'arquitectura en gel, especialment en els països nòrdics —com és lògic donat les especials circumstàncies climàtiques que requereixen aquest tipus de construccions—, on han començat a proliferar diverses tipologies d'edificacions en gel com ara hotels, museus, palaus i totes les altres estructures concebudes per regla general per a ús públic i amb caràcter lúdic o cultural. Aquestes construccions es basen en estructures tradicionals com l'iglú, l'habitatge típic dels esquimals, però han evolucionat incorporant tots els progressos teòrics i tècnics de l'arquitectura moderna. Entre altres edificacions realitzades en gel convé destacar l'Hotel de gel de Jukkasjärvi, a Suècia, construït el 1990 de forma provisional i mantingut gràcies a l'èxit de la iniciativa, sent redecorat cada any amb la participació de diversos arquitectes, artistes i estudiants de diverses disciplines, a causa del caràcter efímer del seu material.

## Escultura

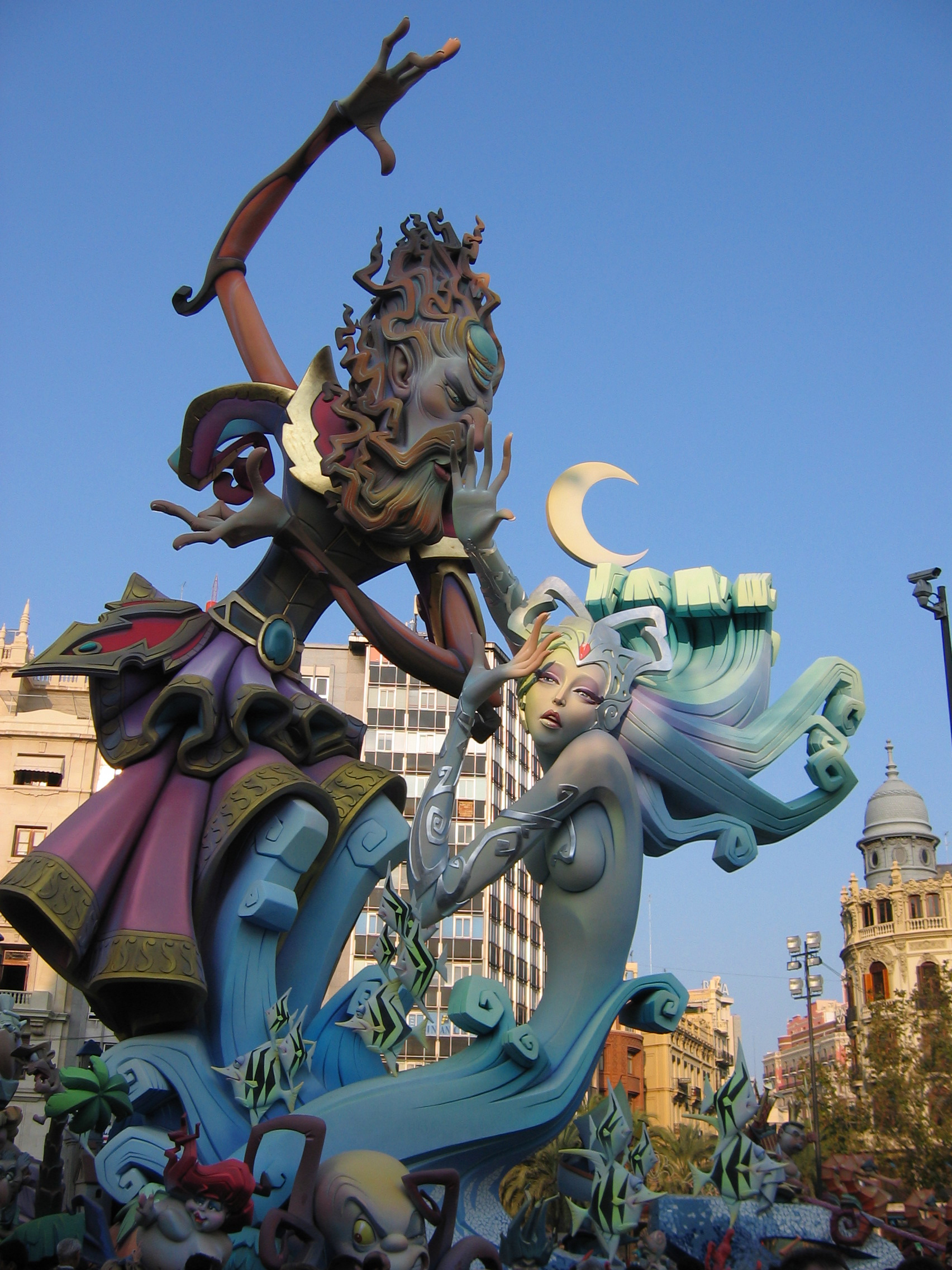
Falla de València

També amb aquest mateix material de gel, es realitzen escultures, principalment a concursos o festivals internacionals. Destaquen entre els centres més grans del món el festival de Harbin, capital de la província de Heilongjiang de la República Popular Xina, el Festival de Neu de Sapporo al Japó i el de Québec al Canadà. Per a la seva realització s'utilitzen blocs de gel que es treballen amb motoserres, pics de gel i d'altres tipus d'eines, l'aigua desionitzada aconsegueix que tinguin les escultures una més gran transparència i també es col·loquen llums multicolors per mostrar més espectacularitat durant la nit.
Com moltes expressions plàstiques, a l'art efímer, aquest tipus d'escultures també serveixen com a mitjà de protesta, així s'ha vist en una instal·lació, contra el canvi climàtic, realitzada per l'arquitecta brasilera Néle Azevedo, a les escalinates de la Facultat de Dret de Santiago de Xile.
Una Falla o Monument Faller és un monument artístic escultòric, satíric, generalment de grans dimensions (entre tres i vint metres d'alçària, encara que poden ser majors) amb figures o ninots, al voltant d'una o més figures centrals que es planten als carrers de diversas ciutats del País Valencià (principalment són anomenades les de València) durant les seves festes. El monument té generalment un lema i està ple de cartells per tot arreu amb versos, frases i reclams de caràcter jocós, provocant les rialles de l'espectador. El monument es construeix de materials combustibles, com ara cartó, fusta, paper i teles, malgrat que avui dia es fan majoritàriament de poliestiré i fusta perquè, després d'uns dies d'exposició als carrers, es puga cremar completament.

## Art d'acció

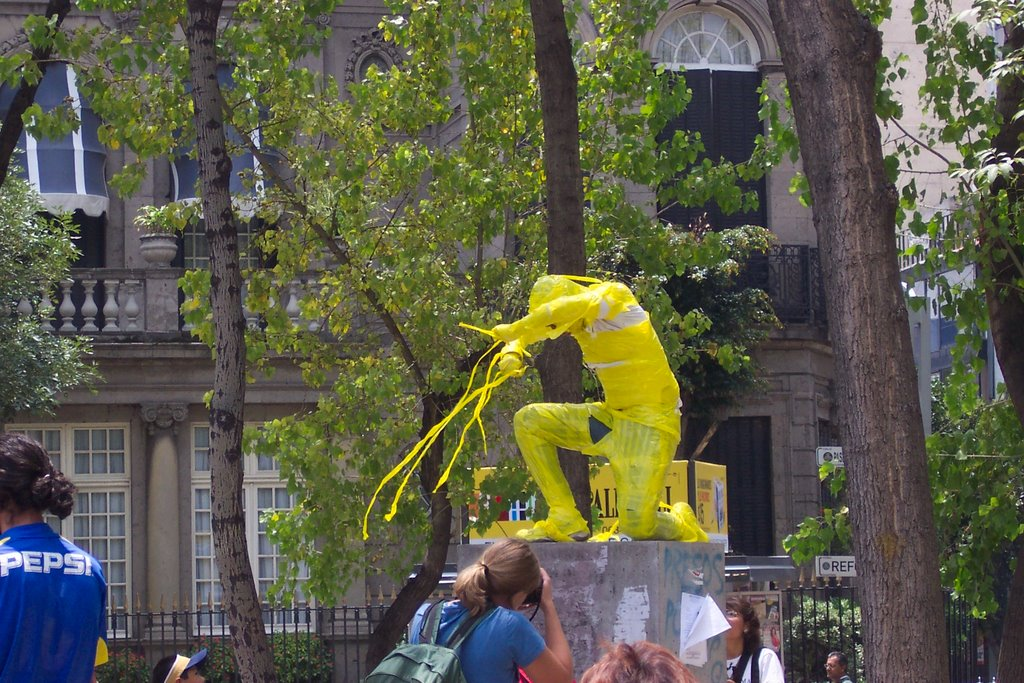
Acció artística a la Ciutat de Mèxic

Es denomina art d'acció (action art o life art) a un grup variat de tècniques o estils artístics que fan èmfasis a l'acte creador de l'artista, a l'acció. El terme va ser creat per Allan Kaprow, que va remarcar la interrelació entre l'artista i l'espectador en el moment de la creació artística. Es podria dir que l'art d'acció va néixer als anys 1920 amb el dadaisme i el surrealisme, en muntatges artístics com el collage i el assemblage, que destacaven l'aspecte tridimensional de l'obra, per a la percepció de la qual l'espectador havia de moure's al seu entorn. A poc a poc es va donar una més gran rellevància a la intervenció de l'espectador, per la qual cosa els artistes van començar a valorar cada vegada més l'ambient que envolta l'obra, en aspectes com l'espai i el llum, o també la intervenció d'altres sentits a més a més de la vista. Així, per exemple, Marcel Duchamp va fer una exposició en una galeria a les fosques, veient els quadres amb llanternes, mentre cremava grans de cafè per afegir l'olfacte a l'esdeveniment. La intervenció de l'espectador va ser cada vegada més primordial en la creació artística, i quan aquest va passar a tenir un rol actiu i no passiu va sorgir l'art d'acció, que és imprevisible, no té començament ni final estructurats, depèn de la lliure participació i improvisació de l'espectador. A l'acció artística és primordial el temps, pel que és un art espontani i irrepetible, enterament efímer. Segons Amalia Martínez Muñoz, «... el valor d'immutable, un dels motius que havien sustentat la formulació de l'art a la seva accepció tradicional, es va substituir pel concepte de l'efímer, més adequat a una societat en canvi constant».

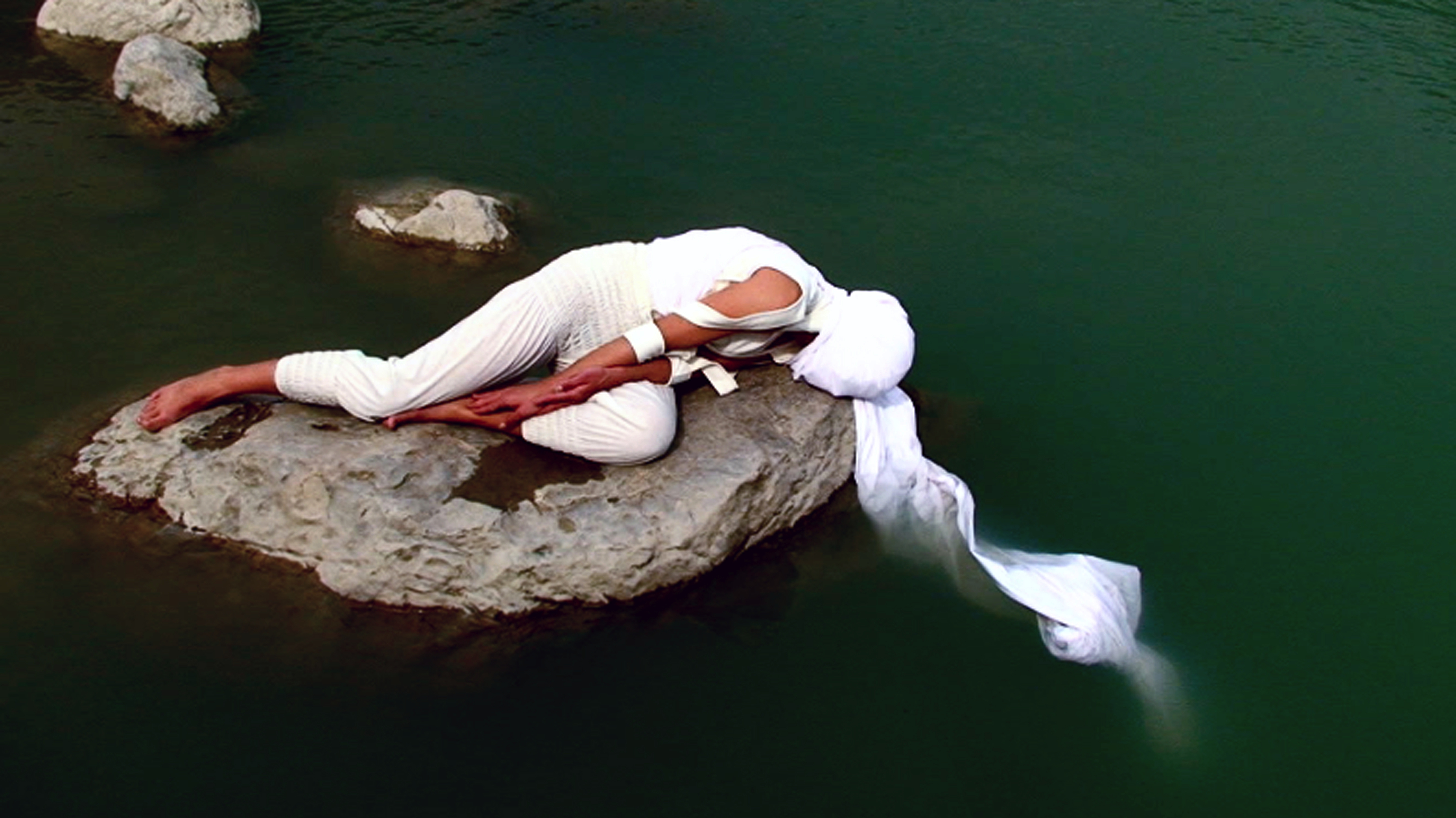
Instantània del vídeo de Sense Final. Accions artístiques realitzades a diversos països durant 2010-2011.

Entre les múltiples formes d'expressió de l'art d'acció figuren l'esdeveniment artístic, l'acció artística, l'art d'ambient i la instal·lació artística. L'esdeveniment artístic és una forma de creació artística on l'autor col·labora amb el públic per a la confecció de l'obra, que no té per què ser una obra material, sinó que es valora l'acte creador, el missatge, la interrelació entre artista i espectador. Acostumen a intervenir la música i el text dramàtic, pel que té un cert component teatral. Encara que pugui semblar que està tot deixat a l'atzar, l'esdeveniment artístic no és una mera improvisació, existeix un guió previ amb uns paràmetres mínims fixats per l'autor, a partir del qual intervé l'espontaneitat del medi i les persones. Es pot realitzar tant a espais tancats com a l'aire lliure, encara que per regla general no hi ha un espai ni un temps determinats, de vegades una acció pot tenir diversos escenaris, i pot dividir-se en diversos moments inconnexos, per trencar l'estaticisme del teatre tradicional. Segons Jean-Jacques Lebel, l'esdeveniment artístic «és un art plàstic, però la seva naturalesa no és exclusivament "pictòrica"; és també cinematogràfica, poètica, teatral, al·lucinatòria, social-dramàtica, musical, política, eròtica, psicoquímica».
D'altra banda, l'acció artística és una acció similar en una certa forma a l'esdeveniment artístic, però on es valora més el caràcter teatral i gestual de l'acció, així com la intervenció del cos humà (pel que està lligat amb l'art corporal) i l'ús de noves tecnologies, especialment el vídeo. Un dels pioners de l'acció artística va ser John Cage, qui des de la seva escola a Black Mountain College de Carolina del Nord va crear durant els anys 1950 una sèrie de theater events («esdeveniments teatrals») on es compaginava la música amb la poesia, el teatre, la dansa i d'altres elements escènics, desenvolupats a l'atzar dintre d'un context predeterminat. El seu alumne Allan Kaprow va ser un dels més actius i el que va definir l'esdeveniment artístic com: «una forma d'art relacionada amb el teatre, tan bon punt s'actua en un temps i un espai donats. La seva estructura i contingut són una expansió lògica de les obres d'art ambiental». A Europa un altre pioner va ser Yves Klein, artista francès adscrit al nou realisme, artífex de diversos esdeveniments realitzats en paral·lel a la seva obra material, com el seu Salt al buit (1960), on el mateix artista es llançava des d'un mur de dos metres d'alçada, significant a l'acte de volar el deslligament de l'activitat creadora del món comercial de les galeries d'art. Des d'aleshores l'acció artística va ser una pràctica corrent de nombrosos artistes de molt divers signe, des dels neodadaistes nord-americans i els nous realistes francesos fins artistes minimalistes i conceptuals, així com va inspirar a moviments com l'E.A.T. (Experiments d'Art i Tecnologia) i el Judson Dance Theater.

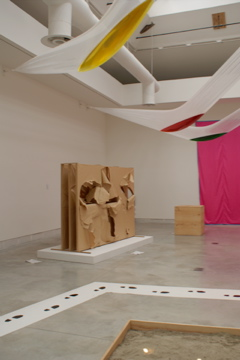
Instal·lació del grup Gutai, en la Bienal de Venècia de 2009.

Posteriorment l'art d'acció va estar representat per dos grups d'artistes: Gutai, sorgit al Japó, i Fluxus, de xarxa internacional. Els artistes de Gutai van assimilar l'experiència de la Segona Guerra Mundial a través d'accions carregades d'ironia, amb un gran sentiment de crispació i agressivitat latent. Fluxus va néixer el 1961, agrupant una sèrie d'artistes de diversa procedència, com George Maciunas (que va idear el nom del grup), George Brecht, Yoko Ono, Nam June Paik, Wolf Vostell, Joseph Beuys, Daniel Spoerri i d'altres. També van assumir un clar compromís polític, afegint un component reivindicatiu a les seves accions, a la vegada que criticaven el mercantilisme de l'art. Igualment, cercaven la participació de l'espectador, participant de la idea que qualsevol pot ser artista, que van exemplificar en el seu eslògan «fes-ho tu mateix». Maciunas va manifestar el 1965 que pretenia «demostrar que qualsevol cosa pot ser art i qualsevol pot fer-ho».
L'art d'acció va continuar desenvolupant-se entre els anys 1960 i 1970, assumint moltes vegades reivindicacions polítiques i socials, com ara el racisme, el sexisme, l'ecologisme, la guerra, l'homofòbia, la SIDA, etc. També va rebre nombroses influències i es va obrir a un ampli ventall d'activitats culturals, des del teatre i el cinema fins al circ, el cabaret, el mim i el rock'n'roll, així com es va relacionar estretament amb l'art corporal, com a l'obra de Vito Acconci. També va incorporar les noves tecnologies, en espectacles multimèdia que incloïen vídeos, làser i d'altres elements visuals, com a l'obra de Laurie Anderson.
D'altra banda, la instal·lació artística és una barreja entre l'obra d'art com a objecte —en general en forma de assemblage— i l'espai envoltant, que va tenir també un component d'acció com a escenari d'esdeveniments artístics o accions artístiques. Un dels seus pioners va ser novament Marcel Duchamp, qui el 1942 va realitzar un muntatge a l'Exposició Surrealista de Nova York titulat Milla de corda, on va omplir una galeria d'art amb corda enllaçant els plafons que contenien els quadres de l'exposició. Un altre precedent es troba al nou realisme francès, amb l'exposició El buit realitzada el 1958 per Yves Klein, on va vendre l'espai buit de la sala,—«zones de sensibilitat pictòrica immaterial»— que va ser contestada el 1960 per Arman amb El ple, amb la galeria plena d'escombraries. La instal·lació artística es va desenvolupar als anys 1960 en paral·lel a l'obra d'artistes d'acció com Allan Kaprow i Jim Dine, artistes funk com Edward Kienholz o pop Claes Oldenburg i Tom Wesselmann. També va recollir nombroses influències, com ara el minimalisme, l'art pobre, i el videoart. Des d'aleshores s'ha desenvolupat com un medi de gran efectisme per a l'espectador, i nombroses galeries i museus han recollit instal·lacions a les seves exposicions temporals, creant-se també un museu específic per a aquest medi, el Museum of Installation de Londres el 1990. Entre els artistes dedicats a aquest medi destaquen: Maurizio Cattelan, Robert Gober, Mona Hatoum, Barbara Kruger i Claude Simard. A cavall entra l'art d'acció i la protesta se situa l'empaperada.

### Art comestible

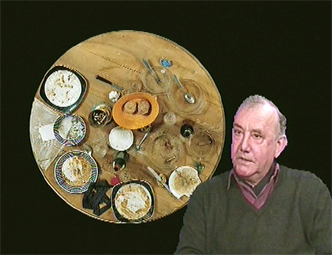
Daniel Spoerri amb una de les seves taules de menjar

L'art comestible (en anglès, eat art) va aparèixer dins del moviment artístic del nou realisme a la dècada de 1960, com un corrent efímer dintre de l'art en l'ús dels aliments. Daniel Spoerri va ser el primer a utilitzar elements comestibles com a obra d'art. Els seus menjars-espectacle organitzats en galeries d'art com un restaurant efímer, presentaven els anomenats quadres-trampa on enganxava amb resina restes de menjar sobre unes taules de fusta, que certificava amb la inscripció:«dono fe que —per a qui té ulls per veure— és autèntica». L'art comestible era efímer, no era una producció d'objectes, però existeixen a través d'una nova edició de la seva realització, com la que es va organitzar per a la Galeria Jeu de Paume a París l'any 2002. Sporri l'any 1968 va mostrar també a Düsseldorf els aspectes efímers d'aquest art i va utilitzar el menjar com a suport mural, on van participar d'altres artistes com Arman, André Thomkins i Dieter Roth, aquest últim va crear unes Salsitxes de literatura a base d'embotir als budells de les salsitxes, picat de llibres amb greix i espècies que es van conservar fins a la seva putrefacció. Es va organitzar per aquest mateix grup un Sopar caníbal amb la farsa de la creació d'una còpia humana —amb un motlle tret d'un cos humà— i pintat amb or comestible, proposant al dinar aliments ordinaris però amb una presentació emfasitzada amb aspectes caníbals, com el pa elaborat amb forma de peus, la pasta imitant dits de les mans amb salsa de tomàquet, orelles amb mantega, etc. Entre 1969 i 1973 Antoni Miralda i Dorothée Selz van presentar performances amb festes i menjars reals acolorits. Com a protesta contra la Guerra del Vietnam Miralda, va organitzar un Banquet patriòtic on les banderes comestibles van estar exposades fins a la putrefacció.

## Art conceptual
L'art conceptual, també conegut com a «idea art» (en anglès), és un moviment artístic en el que les idees dintre d'una obra són un element més important que l'objecte o el sentit pel que l'obra es va crear. La idea de l'obra preval sobre els seus aspectes formals, i en molts casos la idea és l'obra en si mateixa, quedant la resolució final de l'obra com simple suport. Des de les dècades de 1910 i 1920 el treball de l'artista francès Marcel Duchamp serviria com precursor, amb els seus treballs anomenats ready-mades, qui amb la seva Font de 1917 (un inodor presentat com si fos una escultura) ja pretenia reflexionar sobre la funció de l'art, trivialitzant-ho per denunciar la seva reducció a un simple objecte usat amb fins mercantilistes. El mateix Duchamp va expressar aleshores que estava «més interessat en les idees que en el producte final». L'art conceptual inclou diverses tendències, com el «art conceptual lingüístic» o l'art pobre, però en el terreny de la efimeridad destaquen l'art corporal i l'art natura.

### Art corporal

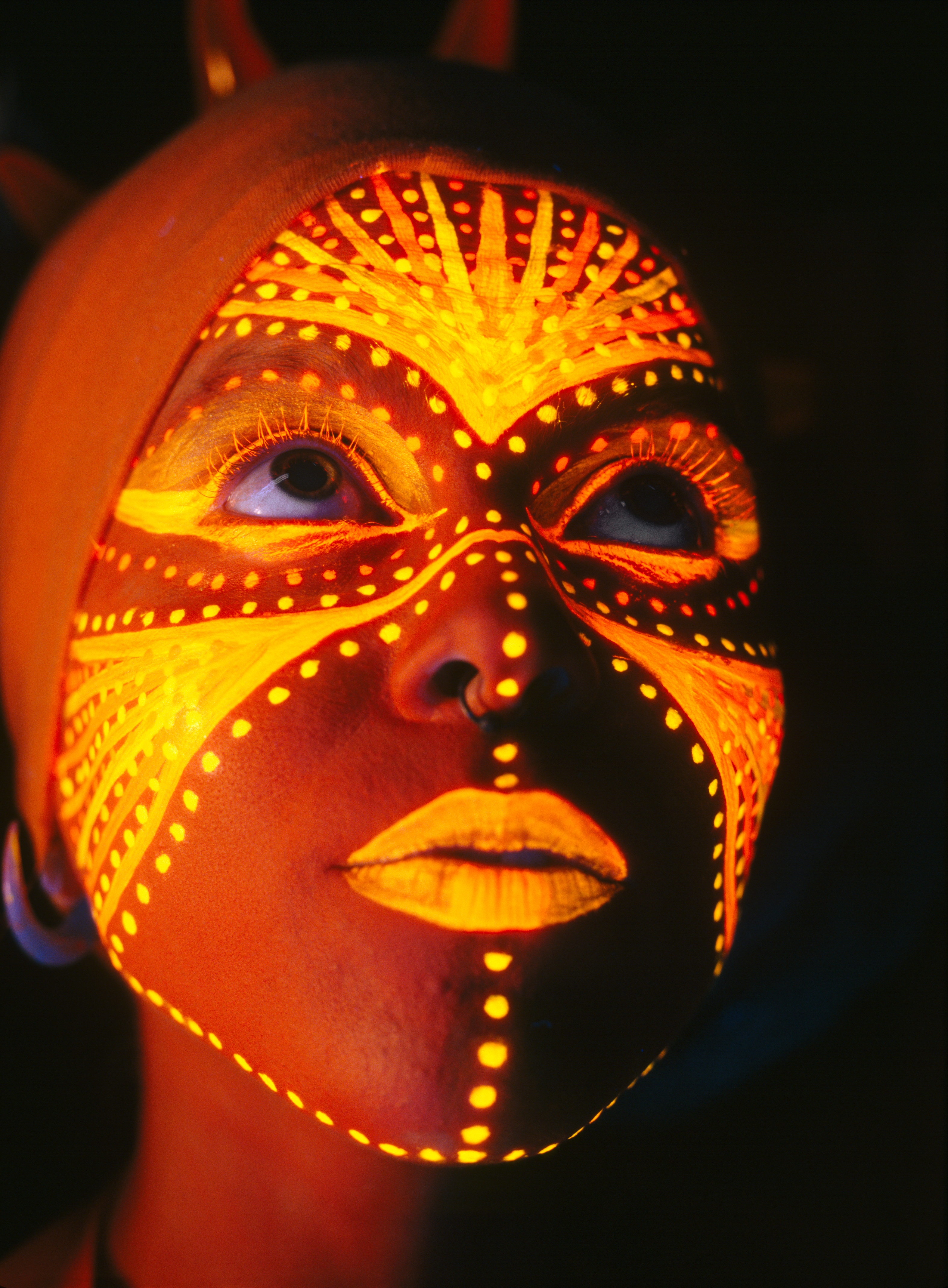
Exemple de body art

L'art corporal utilitza el cos humà com a medi d'expressió artística. Sorgit a la fi dels anys 1960 i desenvolupat als 1970, aquest moviment va tocar diversos temes relacionats amb el cos, de forma especial amb relació a la violència, el sexe, l'exhibicionisme o la resistència corporal a determinats fenòmens físics. S'evidencien dues línies principals: la nord-americana, més analítica, on es valora més l'acció, el component vital, instantani, valorant més la percepció i la relació amb l'espectador, i es documenten amb vídeos; i l'europea, més dramàtica, que tendeix més a tractar el cos a manera d'objecte i tocar temes com ara el transvestisme, el tatuatge o el dolor, documentant els resultats mitjançant fotografies, notes o dibuixos.
Un dels pioners d'aquesta tendència va ser Yves Klein, que el 1958 va començar les seves «antropometries», on una model nua —que ell anomenava els seus «pinzells vivents»—, empastifada de pintura, s'ajeia sobre un llenç, deixant l'empremta del seu cos pintada a la tela, en diverses empremtes que variaven segons la posició del cos, o segons el moviment, ja que de vegades feia girar a les models sobre la tela. De vegades, també realitzava «antropometries en negatiu», és a dir, situant la model davant de la tela i polvoritzant pintura, amb el que quedava marcada la seva silueta. Aquestes experiències estaven a mig camí entre el body art i el happening, per l'escenificació que Klein conferia a aquestes realitzacions, desenvolupades sovint en galeries davant el públic, en vetlles amb música i degustant un aperitiu.
Entre els principals artistes d'aquesta tendència destaquen: Dennis Oppenheim, que va experimentar amb el bronzejament, deixant parts del seu cos en blanc; Gilbert i George, famosos per exercir d'«escultures vivents»; Bruce Nauman, autor d'un Autoretrat com font (1966), en què es va col·locar ell pròpiament darrere un marc pictòric; Stuart Brisley es feia taques al cos, imitant la sang; el grup Accionisme vienès (Günther Brus, Otto Mühl, Hermann Nitsch i Rudolf Schwarzkogler) realitzaven automutilacions, incidint en el seu propi cos; Youri Messen-Jaschin es va centrar en el body painting, recobrint integralment cossos nus amb colors psicodèlics i biològics; Urs Lüthi emprava diversos medis (fotografia, pintura, escultura, vídeo), explorant el seu propi cos, en autoretrats d'estil kitsch, amb una forta càrrega irònica, que constitueixen una reflexió sobre el cos, el temps i la vida, així com la relació amb els altres.
Chris Burden a principis dels anys 70, hi va fer una sèrie de controvertides performances a les quals la idea del perill personal com expressió artística va ser l'eix central. La seva obra més coneguda d'aquesta època va ser potser Shoot («Tir»), —realitzada el 1971 a Santa Ana (Califòrnia)— quan una ajudant li va disparar al seu braç esquerre a una distància d'uns cinc metres. A un'altre perfomance amb el seu cos, Burden es va crucificar sobre un Volkswagen amb les ungles d'ambdues mans martellejades al cotxe.

### Art natura

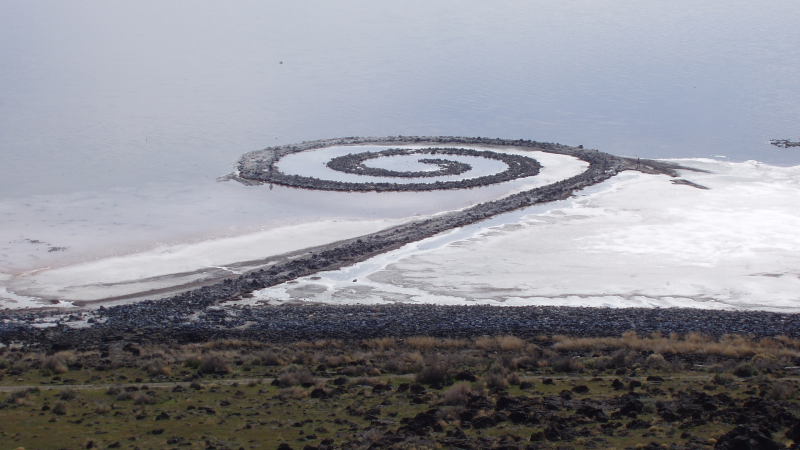
Spiral Jetty, considerada l'obra més important de Robert Smithson, una obra d'art natura construïda el 1970 (fotografia de 2005).

L'art natura és una tendència que utilitza la natura com a suport artístic. Va sorgir a la fi dels anys 1960, contraposant el retorn a la natura enfront de l'art urbà de l'art pop de moda en el moment. A la seva gènesi figura un fort component de reivindicació ecològica, en una era d'intensa industrialització i de destrucció dels recursos vitals del planeta. Vinculat principalment a la cultura anglosaxona, es va desenvolupar als Estats Units i Gran Bretanya, amb figures com Robert Morris, Sol LeWitt, Christo, Walter de Maria, Robert Smithson, Richard Serra, Dennis Oppenheim i Richard Long. També va estar vinculat al minimalisme, podent-se considerar el vessant natural d'aquest moviment, especialment pel que concerneix a l'ús de la geometria per a les realitzacions d'aquest estil. El seu punt de partida va ser l'exposició Obres de la Terra, organitzada en la Dwan Gallery de Nova York en 1968, que presentava fotografies d'obres earthwork («treball de la Terra») de diversos artistes. Per regla general, les obres es realitzen a llocs remots, com deserts, muntanyes o prats], on la natura es troba inalterada i l'artista gaudeix de la solitud necessària per efectuar el seu treball.
Entre les principals realitzacions de l'art natura es troben: Spiral Jetty de Robert Smithson (1970), un malecó en forma d'espiral de pedres negres de basalt i terra enrogida per les algas, al Gran Llac Salat de Utah; El llamp al camp de Walter de Maria (1977), un conjunt de 400 vares d'acer situades en un camp desèrtic de Nou Mèxic, que atreuen els llamps, habituals en les tempestes d'estiu de la zona; i l'obra de Christo i la seva companya Jeanne-Claude, característica per l'embalatge de paisatges, arquitectures o monuments de grans dimensions, amb la intenció de posar en evidència l'anonimat dels objectes a la societat consumista, emfasitzant-los amb l'aire de misteri i sorpresa que presenta un objecte embolicat (Costa coberta, Little Bay, Sydney, 1969; Cortina de la vall, Rifle, Colorado, 1970-1972; Tanca corredissa, costa dels comtats de Sonoma i Marin, Califòrnia, 1972-1976; Illes envoltades, Biscayne Bay, Miami, 1980-1983). Richard Long, crea la seva obra en passar per un paisatge, camina sobre l'herba i aconsegueix amb la seva repetició constant marcar un camí, altres escultures estan realitzades amb pedres, trossos de fusta i d'altres elements de la natura, amb els quals atorga formes geomètriques amb ressonància simbòlica. Totes aquestes formes les registra en fotografies per a la seva posterior presentació en galeries d'art.

## Grafit

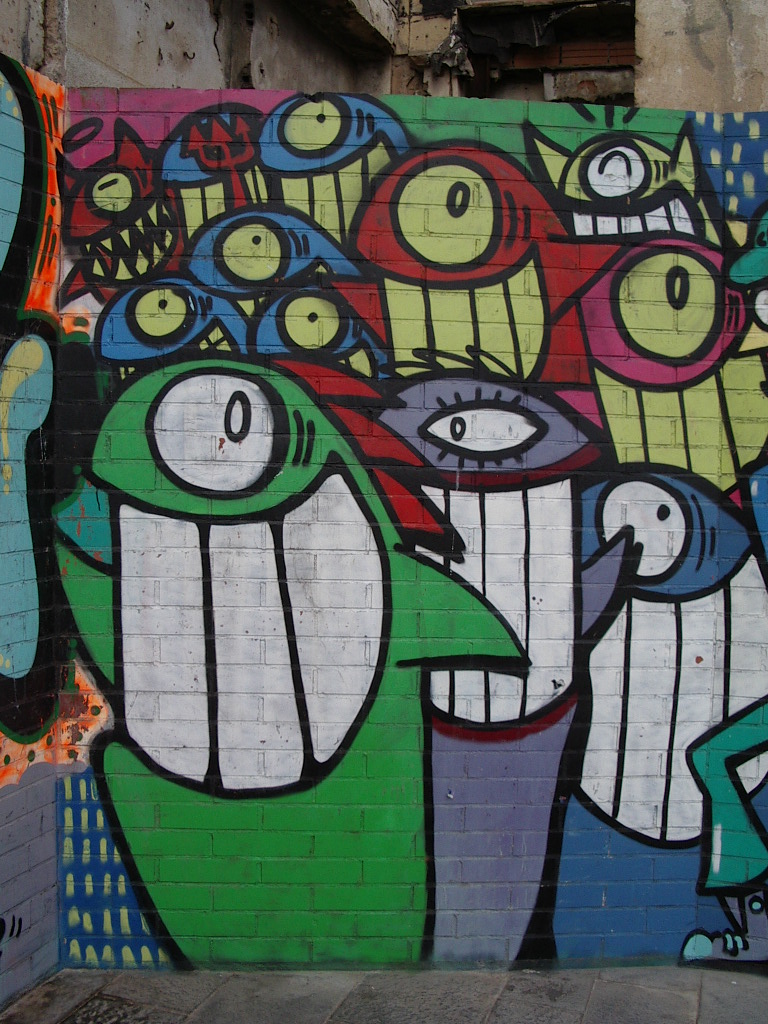
Graffiti del Peix, a Barcelona

El grafit és un tipus d'inscripció efímera, per la seva exposició a l'aire lliure i per la "persecució" per part de les patrulles de neteja de les ciutats, encara que de vegades per diverses causes, algunes han aconseguit romandre més temps de l'esperat. És realitzada en murs d'edificis, tanques publicitàries, vagons de trens, persianes d'establiments comercials, etc., i efectuada per persones anònimes amb l'objectiu d'expressar idees, emocions o missatges de tota classe, podent ser en forma escrita o en imatges. Es consideren com a grafit des de les pintades fetes amb tota mena de fins (vandàlics, obscens, denunciatoris, reivindicatius, polítics) fins a l'expressió artística per part d'afeccionats a l'art o el còmic, o simplement joves que mostren així la seva expressivitat, estant aquesta la seva forma de comunicar-se amb el món. En aquest sentit, s'acostuma a associar sovint amb les anomenades «tribus urbanes», i especialment amb el món del hip-hop. Dins del grafit art existeixen diversos gèneres.
- «Art graffiti», vinculat amb la música hip-hop dels anys 1970 i 1980, i generat a Filadèlfia i Nova York, on el nom de l'artista s'escriu de diverses formes (tag, d'un color; throw-up, de dos colors; o piece, de tres colors).
- «Graffiti públic» o eslògan, en general de contingut polític i social
- «Graffiti privat» o letrinàlia, inscripcions dels lavabos públics.

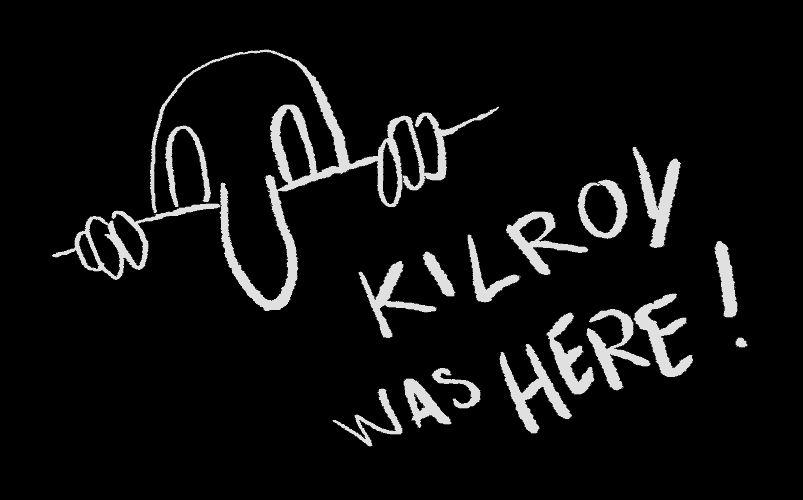
Típic dibuix Kilroy

Amb el temps el costum es va estendre i va ser recollit per la premsa, iniciant un efecte d'imitació que va passar d'Amèrica, cap a les més importants ciutats d'Europa, on els joves aconsegueixen una expressió gràfica per mostrar els seus desigs o projectes.
Inicialment, acostumava a usar-se per a inscripcions trobades en excavacions arqueològiques, existint mostres sobretot de l'antiga Roma, on pel que sembla era una pràctica habitual. A les inscripcions en les latrines (letrinàlia); el costum de pintar o escriure a les parets és tan antiga com la invenció de l'escriptura, existint nombroses proves especialment a Pompeia i Herculà, on es van conservar gràcies a la cendra volcànica.
Quan les tropes nord-americanes van entrar a Tunísia en la primavera de 1943 durant la Segona Guerra Mundial a la Campanya del nord d'Àfrica, van veure per primera vegada el grafit: Kilroy Was Here (Kilroy va estar aquí). Tant en els seus avançaments per Itàlia com per França i finalment Alemanya van tornar a trobar una vegada i una altra aquest grafit. Mai no es va saber res sobre l'autor, es creu que pertanyia a una unitat d'Ohio. Un dels grafiters més coneguts del metro de Nova York «Samo», sense formació artística, però relacionat amb grups de música rap i el break dance, va passar amb el seu veritable nom Jean-Michel Basquiat a formar part comercial de les galeries d'art, on va realitzar pintures gràfiques amb símbols populars americanes i icones del carrer, va aconseguir fama i un cert reconeixement de la crítica que van definir la seva pintura com una «combinació de l'art de De Kooning i dels gargots pintats al metro novaiorquès». Un altre pintor reconegut pertanyent als practicants del grafit art del metro va ser Keith Haring amb figures de ferms resseguiments, primer de color negre i després amb colors vius, la seva gran capacitat gràfica le va portar a participar en nombroses exposicions i biennals d'art.
Han estat diversos pintors els que en algun moment de la seva trajectòria pictòrica han utilitzat el grafit com a tècnica en els seus quadres, entre ells va destacar el francès Jean Dubuffet, que entre la seva versatilitat de produccions, va emprar el grafit art per donar textures diverses en algunes de les seves pintures, Antoni Tàpies també l'ho ha emprat a les seves obres Assemblatge (1972) i Mur (1991), naturalment cap de les obres d'aquests dos autors ha estat utilitzat el grafit com a art efímer.

### Art urbà

Acampada a Sabadell dels indignats (2011)

El terme art urbà fa referència a tot l'art del carrer, freqüentment il·legal. Des de mitjans dels anys 1990 la nominació art urbà o, de forma més específica, Post Graffiti, s'utilitza per descriure el treball d'un conjunt heterogeni d'artistes que han desenvolupat un mode d'expressió artística als carrers mitjançant l'ús de diverses tècniques (plantilles, pòsters, adhesius, murals....), que s'allunyen del famós grafit. L'ús de plantilles (estergit), sovint amb un missatge polític, cobra especial rellevància a París en la segona meitat dels anys 1960. Tanmateix, no és fins al 1990, amb l'aparició d'artistes com el nord-americà Shepard Fairey i la seva campanya «Obey Giant» (Obeeix al gegant), ideada a partir de la imatge del personatge André the Giant i portada a terme mitjançant l'ús de pòsters i plantilles, quan les diverses propostes d'aquest tipus cobren apogeu a diferents parts del món i són percebudes en el seu conjunt com a part d'un mateix fenomen o escena. L'estergit i la pintura en esprai, és la forma on es pot trobar una més gran diversitat d'estils i recerques estètiques pels artistes del moviment. Amb diferents ciutats com a nuclis de l'art del carrer, alguns dels seus exponents més reconeguts són Banksy, Shepard Fairey o Blek le Rat. Amb aquests artistes, es veuen manifestades a les seves obres no solament les variants tècniques i estètiques, sinó que també els rerefons ideològics. Amb Banksy, per exemple, es veuen iròniques figures que es burlen de la política o de la moral.